# Bitwa żorska (1945)
Bitwa żorska – starcie zbrojne mające miejsce w dniach 27 stycznia–24 marca 1945 roku między oddziałami armii niemieckiej a wojskami Armii Czerwonej wspieranymi przez żołnierzy z 1 Czechosłowackiej Brygady Pancernej, skutkujące zdobyciem Żor i zakończeniem władzy reżimu III Rzeszy na ich terenie.

## Przebieg działań bojowych
W rejon Żor wojska radzieckie dotarły z końcem stycznia 1945 roku. Miasto stanowiło jeden z głównych punktów obrony niemieckiej. Zostało solidnie przygotowane do obrony. Na jego przedpolach biegły ciągłe linie okopów, chronione przez zapory przeciwczołgowe, pola minowe i zasieki z drutu kolczastego. Dowództwo niemieckie do obrony Żor przeznaczyło m.in. 68 Dywizję Piechoty która do dyspozycji miała czołgi i działa pancerne.
To spowodowało, że walki o zdobycie miasta trwały do 24 marca 1945 roku. Dowództwo radzieckie do ataku na Żory wyznaczyło 38 Armię dowodzoną przez gen. Kiriłła Moskalenkę i 1 Czechosłowacką Brygadę Pancerną dowodzoną przez Vladimira Janko. Wojska te prowadzące atak na Żory w ramach operacji morawsko-ostrawskiej poniosły znaczne straty. 1 Czechosłowacka Brygada Pancerna utraciła 41 żołnierzy i oficerów oraz 7 czołgów. Dwa zostały zniszczone a pięć uszkodzonych. Wspomniana czechosłowacka Brygada zadała jednak wrogowi znaczniejsze straty, 67 Niemców zostało zabitych a 26 wziętych do niewoli. Zdobyła też wiele uzbrojenia i sprzętu bojowego.
Na skutek długotrwałej wymiany ognia między wojskami niemieckimi, radzieckimi i czechosłowackim mającym miejsce od 27 stycznia do 24 marca 1945 roku miasto legło w gruzach, jego zabudowa została zniszczona w około 80%. 

## Kalendarium
- 27 stycznia 1945 – oddziały Wehrmachtu oraz Waffen-SS zajęły pozycje obronne na linii Żory–Pawłowice[potrzebny przypis],
- 30 stycznia 1945 – pierwszy radziecki ostrzał artyleryjski miasta[potrzebny przypis],
- 2 lutego 1945 – radzieckie przygotowanie artyleryjskie i bombowe[potrzebny przypis],
- 5–6 lutego 1945 – ewakuacja niemieckich mieszkańców Żor przez Borynię, Ostrawę, Linz do Braunau am Inn[potrzebny przypis],
- 10 marca 1945 – radzieckie przygotowanie artyleryjskie i bombowe[potrzebny przypis],
- 17 marca 1945 – 38 Armia pod dowództwem gen. Kiryła Moskalenki otrzymała definitywny rozkaz zdobycia Żor[potrzebny przypis],
- 24 marca 1945 – radziecka 38 Armia oraz 1 Czechosłowacka Samodzielna Brygada Pancerna zdobyły miasto.

## Upamiętnienie
W 1975 roku z okazji 30 rocznicy zwycięstwa nad faszyzmem na pl. Braterstwa Broni w Żorach zbudowano Pomnik Braterstwa Broni upamiętniający wyzwolenie miasta spod okupacji niemieckiej przez żołnierzy wojsk czechosłowackich i radzieckich.